# Llista de topònims de Baix Pallars
Llista de topònims (noms propis de lloc) del municipi de Baix Pallars, al Pallars Sobirà
Informació actualitzada per un bot. Els canvis manuals es perdran quan s'actualitzi!

## antic assentament
| imatge | Nom                   | Ubicat a     | instància de      | Detalls | coordenades                                                          | Protecció | Commons (més fotos) | Dades a WD                    |
| ------ | --------------------- | ------------ | ----------------- | ------- | -------------------------------------------------------------------- | --------- | ------------------- | ----------------------------- |
|        | Castellnou de Peramea | Baix Pallars | antic assentament |         | 42° 19′ 30″ N, 1° 08′ 53″ E / 42.32506667°N,1.14818056°E 1614.1 msnm |           |                     | Modifica les dades a Wikidata |
|        | Llaràs                | Baix Pallars | antic assentament |         | 42° 19′ 00″ N, 1° 03′ 08″ E / 42.31672556°N,1.05234028°E 861.9 msnm  |           |                     | Modifica les dades a Wikidata |

## antic municipi
| imatge | Nom                                    | Ubicat a     | instància de   | Detalls                    | coordenades                                                      | Protecció | Commons (més fotos) | Dades a WD                    |
| ------ | -------------------------------------- | ------------ | -------------- | -------------------------- | ---------------------------------------------------------------- | --------- | ------------------- | ----------------------------- |
|        | Baén (antic municipi)                  | Baix Pallars | antic municipi | 29 hab Superfície: 52.5km² | 42° 19′ 05″ N, 1° 06′ 20″ E / 42.318184°N,1.105636°E 1069.3 msnm |           |                     | Modifica les dades a Wikidata |
|        | Castellàs (antic municipi)             | Baix Pallars | antic municipi |                            | 42° 20′ 19″ N, 1° 13′ 15″ E / 42.3387°N,1.22083°E                |           |                     | Modifica les dades a Wikidata |
|        | Montcortès de Pallars (antic municipi) | Baix Pallars | antic municipi |                            | 42° 19′ 45″ N, 1° 00′ 19″ E / 42.329111°N,1.005267°E             |           |                     | Modifica les dades a Wikidata |
|        | Peramea (antic municipi)               | Baix Pallars | antic municipi |                            | 42° 19′ 44″ N, 1° 02′ 25″ E / 42.328908°N,1.040224°E             |           |                     | Modifica les dades a Wikidata |

## borda
| imatge | Nom                   | Ubicat a     | instància de | Detalls | coordenades                                                          | Protecció | Commons (més fotos) | Dades a WD                    |
| ------ | --------------------- | ------------ | ------------ | ------- | -------------------------------------------------------------------- | --------- | ------------------- | ----------------------------- |
|        | Cabana de Teixidor    | Baix Pallars | borda        |         | 42° 17′ 13″ N, 1° 04′ 35″ E / 42.286935585164°N,1.07628060979226°E   |           |                     | Modifica les dades a Wikidata |
|        | Cabana de la Portella | Baix Pallars | borda        |         | 42° 17′ 43″ N, 1° 02′ 54″ E / 42.295207609478°N,1.0482654659952°E    |           |                     | Modifica les dades a Wikidata |
|        | Cartanís              | Baix Pallars | borda        |         | 42° 18′ 44″ N, 1° 03′ 31″ E / 42.3120878556452°N,1.05861255548438°E  |           |                     | Modifica les dades a Wikidata |
|        | Casa Cílio            | Baix Pallars | borda        |         | 42° 19′ 42″ N, 1° 06′ 35″ E / 42.3282981077187°N,1.10980405980455°E  |           |                     | Modifica les dades a Wikidata |
|        | Corral de Peret       | Baix Pallars | borda        |         | 42° 19′ 35″ N, 1° 01′ 37″ E / 42.3262825778448°N,1.02707079048147°E  |           |                     | Modifica les dades a Wikidata |
|        | Era de Morera         | Baix Pallars | borda        |         | 42° 20′ 01″ N, 1° 01′ 12″ E / 42.3336628853321°N,1.02003082027062°E  |           |                     | Modifica les dades a Wikidata |
|        | borda d'Escales       | Baix Pallars | borda        |         | 42° 19′ 35″ N, 1° 04′ 10″ E / 42.3262857731151°N,1.06957186041415°E  |           |                     | Modifica les dades a Wikidata |
|        | borda de Badia        | Baix Pallars | borda        |         | 42° 19′ 59″ N, 0° 57′ 16″ E / 42.3330873313483°N,0.954433429173231°E |           |                     | Modifica les dades a Wikidata |
|        | borda de Batlle Vell  | Baix Pallars | borda        |         | 42° 19′ 14″ N, 1° 00′ 20″ E / 42.320666720451°N,1.00542730530667°E   |           |                     | Modifica les dades a Wikidata |
|        | borda de Camacrua     | Baix Pallars | borda        |         | 42° 18′ 14″ N, 1° 04′ 12″ E / 42.3037876540468°N,1.06999266652893°E  |           |                     | Modifica les dades a Wikidata |
|        | borda de Castelló     | Baix Pallars | borda        |         | 42° 19′ 47″ N, 0° 57′ 46″ E / 42.329642424741°N,0.962761738408086°E  |           |                     | Modifica les dades a Wikidata |
|        | borda de Cossant      | Baix Pallars | borda        |         | 42° 21′ 14″ N, 1° 02′ 56″ E / 42.35375435544°N,1.0488825616039°E     |           |                     | Modifica les dades a Wikidata |
|        | borda de Cílio        | Baix Pallars | borda        |         | 42° 19′ 29″ N, 1° 05′ 41″ E / 42.324806433223°N,1.0946803839014°E    |           |                     | Modifica les dades a Wikidata |
|        | borda de Domingo      | Baix Pallars | borda        |         | 42° 19′ 47″ N, 0° 57′ 38″ E / 42.3298360974099°N,0.960485889728204°E |           |                     | Modifica les dades a Wikidata |
|        | borda de Gallego      | Baix Pallars | borda        |         | 42° 23′ 35″ N, 1° 00′ 53″ E / 42.3930438359818°N,1.01471435577022°E  |           |                     | Modifica les dades a Wikidata |
|        | borda de Gaspar       | Baix Pallars | borda        |         | 42° 19′ 37″ N, 1° 02′ 04″ E / 42.3270644673923°N,1.03431604913738°E  |           |                     | Modifica les dades a Wikidata |
|        | borda de Gervàs       | Baix Pallars | borda        |         | 42° 20′ 10″ N, 1° 02′ 42″ E / 42.3359818206697°N,1.04495042370532°E  |           |                     | Modifica les dades a Wikidata |
|        | borda de Guixó        | Baix Pallars | borda        |         | 42° 19′ 50″ N, 0° 59′ 55″ E / 42.3304252238467°N,0.99850422440238°E  |           |                     | Modifica les dades a Wikidata |
|        | borda de Jironi       | Baix Pallars | borda        |         | 42° 18′ 27″ N, 1° 04′ 43″ E / 42.3074975313483°N,1.0785420230964°E   |           |                     | Modifica les dades a Wikidata |
|        | borda de Jordana      | Baix Pallars | borda        |         | 42° 22′ 47″ N, 1° 01′ 03″ E / 42.3796845327401°N,1.01760115856188°E  |           |                     | Modifica les dades a Wikidata |
|        | borda de Josepàs      | Baix Pallars | borda        |         | 42° 18′ 22″ N, 1° 03′ 28″ E / 42.3061387369293°N,1.05776417062697°E  |           |                     | Modifica les dades a Wikidata |
|        | borda de Manel        | Baix Pallars | borda        |         | 42° 21′ 47″ N, 1° 00′ 18″ E / 42.3631554054779°N,1.00492127472059°E  |           |                     | Modifica les dades a Wikidata |
|        | borda de Manyanet     | Baix Pallars | borda        |         | 42° 18′ 22″ N, 1° 03′ 41″ E / 42.30609414838°N,1.06151444721848°E    |           |                     | Modifica les dades a Wikidata |
|        | borda de Moronat      | Baix Pallars | borda        |         | 42° 22′ 10″ N, 1° 00′ 20″ E / 42.3694149346914°N,1.00547608345482°E  |           |                     | Modifica les dades a Wikidata |
|        | borda de Pagès        | Baix Pallars | borda        |         | 42° 20′ 52″ N, 1° 03′ 27″ E / 42.3478208644756°N,1.05746443909387°E  |           |                     | Modifica les dades a Wikidata |
|        | borda de Patot        | Baix Pallars | borda        |         | 42° 19′ 27″ N, 1° 01′ 55″ E / 42.3242409571016°N,1.03194040244858°E  |           |                     | Modifica les dades a Wikidata |
|        | borda de Pere         | Baix Pallars | borda        |         | 42° 20′ 02″ N, 1° 08′ 04″ E / 42.3339237063841°N,1.13436020307022°E  |           |                     | Modifica les dades a Wikidata |
|        | borda de Perelló      | Baix Pallars | borda        |         | 42° 19′ 14″ N, 0° 59′ 50″ E / 42.3204984544239°N,0.997326368130815°E |           |                     | Modifica les dades a Wikidata |
|        | borda de Peremarc     | Baix Pallars | borda        |         | 42° 19′ 33″ N, 1° 01′ 50″ E / 42.325865400708°N,1.03056690934261°E   |           |                     | Modifica les dades a Wikidata |
|        | borda de Peret        | Baix Pallars | borda        |         | 42° 21′ 47″ N, 1° 00′ 21″ E / 42.363011558487°N,1.00597015157575°E   |           |                     | Modifica les dades a Wikidata |
|        | borda de Peró         | Baix Pallars | borda        |         | 42° 21′ 48″ N, 1° 00′ 20″ E / 42.3633997724448°N,1.00550856564402°E  |           |                     | Modifica les dades a Wikidata |
|        | borda de Rinflat      | Baix Pallars | borda        |         | 42° 22′ 00″ N, 1° 00′ 22″ E / 42.366564352052°N,1.00623421496626°E   |           |                     | Modifica les dades a Wikidata |
|        | borda de Romaior      | Baix Pallars | borda        |         | 42° 18′ 25″ N, 1° 04′ 39″ E / 42.306931385554°N,1.07754011196723°E   |           |                     | Modifica les dades a Wikidata |
|        | borda de Salat        | Baix Pallars | borda        |         | 42° 20′ 57″ N, 1° 03′ 06″ E / 42.349137829034°N,1.05175418613569°E   |           |                     | Modifica les dades a Wikidata |
|        | borda de Sarroca      | Baix Pallars | borda        |         | 42° 19′ 07″ N, 1° 09′ 42″ E / 42.318694818385°N,1.1616058837892°E    |           |                     | Modifica les dades a Wikidata |
|        | borda de Serraller    | Baix Pallars | borda        |         | 42° 19′ 29″ N, 0° 59′ 48″ E / 42.3246750650284°N,0.996696282719749°E |           |                     | Modifica les dades a Wikidata |
|        | borda de Simoneta     | Baix Pallars | borda        |         | 42° 18′ 23″ N, 1° 03′ 41″ E / 42.3064633952887°N,1.06151524704658°E  |           |                     | Modifica les dades a Wikidata |
|        | borda de Tomeu        | Baix Pallars | borda        |         | 42° 21′ 49″ N, 1° 01′ 45″ E / 42.3636455030306°N,1.02908333554289°E  |           |                     | Modifica les dades a Wikidata |
|        | borda de Xamora       | Baix Pallars | borda        |         | 42° 22′ 05″ N, 1° 00′ 20″ E / 42.3680631518994°N,1.00542171066838°E  |           |                     | Modifica les dades a Wikidata |
|        | borda de Xangre       | Baix Pallars | borda        |         | 42° 19′ 19″ N, 1° 00′ 59″ E / 42.3219630245225°N,1.01629606960497°E  |           |                     | Modifica les dades a Wikidata |
|        | borda de Xirinell     | Baix Pallars | borda        |         | 42° 20′ 53″ N, 1° 01′ 19″ E / 42.3479328696853°N,1.02188956195271°E  |           |                     | Modifica les dades a Wikidata |
|        | borda de la Vinya     | Baix Pallars | borda        |         | 42° 18′ 23″ N, 1° 02′ 15″ E / 42.3062618905087°N,1.03749926859105°E  |           |                     | Modifica les dades a Wikidata |
|        | borda del Coixet      | Baix Pallars | borda        |         | 42° 18′ 18″ N, 1° 05′ 07″ E / 42.3049726052053°N,1.08534006057014°E  |           |                     | Modifica les dades a Wikidata |
|        | borda del Jovanic     | Baix Pallars | borda        |         | 42° 22′ 40″ N, 1° 01′ 06″ E / 42.3778071982968°N,1.01840114781447°E  |           |                     | Modifica les dades a Wikidata |
|        | borda del Mariano     | Baix Pallars | borda        |         | 42° 19′ 24″ N, 1° 06′ 48″ E / 42.3233939723155°N,1.11332465262726°E  |           |                     | Modifica les dades a Wikidata |
|        | borda del Móra        | Baix Pallars | borda        |         | 42° 19′ 14″ N, 1° 08′ 25″ E / 42.3205829376302°N,1.14025175156088°E  |           |                     | Modifica les dades a Wikidata |
|        | borda del Quic        | Baix Pallars | borda        |         | 42° 20′ 12″ N, 1° 02′ 19″ E / 42.3366562899463°N,1.03856908219607°E  |           |                     | Modifica les dades a Wikidata |
|        | borda del Ros         | Baix Pallars | borda        |         | 42° 22′ 20″ N, 1° 00′ 45″ E / 42.3723008570031°N,1.0124531852734°E   |           |                     | Modifica les dades a Wikidata |
|        | borda del Sastre      | Baix Pallars | borda        |         | 42° 22′ 39″ N, 1° 01′ 40″ E / 42.3776262041371°N,1.0277472169254°E   |           |                     | Modifica les dades a Wikidata |
|        | borda del Tat         | Baix Pallars | borda        |         | 42° 19′ 41″ N, 1° 01′ 58″ E / 42.3279192880711°N,1.03269953588353°E  |           |                     | Modifica les dades a Wikidata |
|        | borda del Teixidor    | Baix Pallars | borda        |         | 42° 21′ 28″ N, 0° 59′ 44″ E / 42.357770314433°N,0.995644995326559°E  |           |                     | Modifica les dades a Wikidata |
|        | borda del Tender      | Baix Pallars | borda        |         | 42° 18′ 35″ N, 1° 03′ 45″ E / 42.309855902338°N,1.0623724002651°E    |           |                     | Modifica les dades a Wikidata |
|        | borda del Torredà     | Baix Pallars | borda        |         | 42° 18′ 36″ N, 1° 04′ 52″ E / 42.3099522851408°N,1.08100316377072°E  |           |                     | Modifica les dades a Wikidata |
|        | bordes de Sellui      | Baix Pallars | borda        |         | 42° 21′ 53″ N, 1° 00′ 21″ E / 42.3647360893275°N,1.00570915311343°E  |           |                     | Modifica les dades a Wikidata |
|        | el Corral             | Baix Pallars | borda        |         | 42° 19′ 46″ N, 0° 58′ 58″ E / 42.3294848724522°N,0.982877534684481°E |           |                     | Modifica les dades a Wikidata |
|        | l'Era del Brunet      | Baix Pallars | borda        |         | 42° 19′ 42″ N, 1° 06′ 31″ E / 42.3282498932076°N,1.10851901620495°E  |           |                     | Modifica les dades a Wikidata |
|        | l'Era del Ferrer      | Baix Pallars | borda        |         | 42° 19′ 40″ N, 1° 02′ 44″ E / 42.3277965933966°N,1.04553168413726°E  |           |                     | Modifica les dades a Wikidata |
|        | l'Era del Martell     | Baix Pallars | borda        |         | 42° 19′ 51″ N, 1° 02′ 58″ E / 42.3307168310101°N,1.04937366735782°E  |           |                     | Modifica les dades a Wikidata |

## casa
| imatge | Nom                  | Ubicat a     | instància de | Detalls                     | coordenades                                          | Protecció                                  | Commons (més fotos) | Dades a WD                    |
| ------ | -------------------- | ------------ | ------------ | --------------------------- | ---------------------------------------------------- | ------------------------------------------ | ------------------- | ----------------------------- |
|        | Casa Baro            | Baix Pallars | casa         |                             | 42° 19′ 46″ N, 1° 02′ 52″ E / 42.329386°N,1.047886°E | bé integrant del patrimoni cultural català |                     | Modifica les dades a Wikidata |
|        | Casa Casanova        | Baix Pallars | casa         |                             | 42° 18′ 35″ N, 1° 02′ 15″ E / 42.309781°N,1.037378°E | bé integrant del patrimoni cultural català |                     | Modifica les dades a Wikidata |
|        | Casa Escales         | Baix Pallars | casa         | Estil: arquitectura popular | 42° 19′ 26″ N, 1° 03′ 55″ E / 42.323908°N,1.065282°E | bé integrant del patrimoni cultural català |                     | Modifica les dades a Wikidata |
|        | Casa Peret           | Baix Pallars | casa         | Estil: arquitectura popular | 42° 19′ 57″ N, 1° 01′ 15″ E / 42.332544°N,1.020953°E | bé integrant del patrimoni cultural català |                     | Modifica les dades a Wikidata |
|        | Casa Rei             | Baix Pallars | casa         |                             | 42° 19′ 51″ N, 0° 58′ 32″ E / 42.330838°N,0.975547°E | bé integrant del patrimoni cultural català |                     | Modifica les dades a Wikidata |
|        | Casa a Bretui        | Baix Pallars | casa         | Estil: arquitectura popular | 42° 19′ 57″ N, 1° 01′ 15″ E / 42.332528°N,1.020807°E | bé integrant del patrimoni cultural català |                     | Modifica les dades a Wikidata |
|        | Casa a Peracalç      | Baix Pallars | casa         | Estil: arquitectura popular | 42° 18′ 25″ N, 1° 00′ 15″ E / 42.307049°N,1.004287°E | bé integrant del patrimoni cultural català |                     | Modifica les dades a Wikidata |
|        | Casa a Sellui        | Baix Pallars | casa         | Estil: arquitectura popular | 42° 21′ 02″ N, 1° 01′ 08″ E / 42.350683°N,1.018945°E | bé integrant del patrimoni cultural català |                     | Modifica les dades a Wikidata |
|        | casa al carrer Major | Peramea      | casa         | Estil: arquitectura popular | 42° 19′ 47″ N, 1° 02′ 54″ E / 42.329834°N,1.048297°E | bé integrant del patrimoni cultural català |                     | Modifica les dades a Wikidata |

## castell
| imatge | Nom                | Ubicat a     | instància de | Detalls                                    | coordenades                                                                                     | Protecció                                            | Commons (més fotos) | Dades a WD                    |
| ------ | ------------------ | ------------ | ------------ | ------------------------------------------ | ----------------------------------------------------------------------------------------------- | ---------------------------------------------------- | ------------------- | ----------------------------- |
|        | Castell d'Useu     | Baix Pallars | castell      | Estil: arquitectura popular Estat: ruïnós  | 42° 18′ 36″ N, 1° 05′ 09″ E / 42.309994°N,1.085916°E                                            | bé integrant del patrimoni cultural català           |                     | Modifica les dades a Wikidata |
|        | Castell de Bresca  | Baix Pallars | castell      |                                            | 42° 18′ 46″ N, 1° 04′ 09″ E / 42.31282222°N,1.06929889°E 819.1 msnm                             |                                                      |                     | Modifica les dades a Wikidata |
|        | Castell de Peramea | Baix Pallars | castell      | Estil: arquitectura popular 11st century   | 42° 19′ 48″ N, 1° 02′ 53″ E / 42.330055°N,1.047939°E ca:A la Roca del Castell, Peramea 925 msnm | bé d'interès cultural bé cultural d'interès nacional |                     | Modifica les dades a Wikidata |
|        | Castell de Sarroca | Baix Pallars | castell      | Estil: arquitectura romànica               | 42° 18′ 52″ N, 1° 08′ 34″ E / 42.3144°N,1.14283°E 1431.3 msnm                                   |                                                      |                     | Modifica les dades a Wikidata |
|        | Castell de la Crua | Sellui       | castell      | Estil: gòtic flamíger                      | 42° 20′ 50″ N, 1° 01′ 14″ E / 42.347165°N,1.020458°E 954 msnm                                   | bé integrant del patrimoni cultural català           |                     | Modifica les dades a Wikidata |
|        | La Torreta d'Useu  | Baix Pallars | castell      | Estil: arquitectura romànica Estat: ruïnós | 42° 18′ 32″ N, 1° 05′ 26″ E / 42.308834°N,1.090458°E 881.4 msnm                                 |                                                      |                     | Modifica les dades a Wikidata |
|        | Torre del Colomer  | Baix Pallars | castell      |                                            | 42° 19′ 44″ N, 1° 02′ 55″ E / 42.3289°N,1.04853°E 922.2 msnm                                    |                                                      |                     | Modifica les dades a Wikidata |
|        | castell de Baén    | Baix Pallars | castell      |                                            | 42° 19′ 42″ N, 1° 06′ 17″ E / 42.3282°N,1.10459°E 1090.1 msnm                                   |                                                      |                     | Modifica les dades a Wikidata |
|        | castell de Cuberes | Baix Pallars | castell      |                                            | 42° 16′ 42″ N, 1° 08′ 35″ E / 42.278234°N,1.143054°E 1500 msnm                                  |                                                      |                     | Modifica les dades a Wikidata |

## collada
| imatge | Nom                     | Ubicat a                          | instància de | Detalls | coordenades                                                          | Protecció | Commons (més fotos)     | Dades a WD                    |
| ------ | ----------------------- | --------------------------------- | ------------ | ------- | -------------------------------------------------------------------- | --------- | ----------------------- | ----------------------------- |
|        | Coll Ferrera            | Baix Pallars                      | collada      |         | 42° 20′ 29″ N, 1° 06′ 42″ E / 42.34144444°N,1.11160556°E 1733.4 msnm |           |                         | Modifica les dades a Wikidata |
|        | Collada de la Ginebrera | la Torre de Cabdella Baix Pallars | collada      |         | 42° 23′ 04″ N, 1° 00′ 19″ E / 42.3844°N,1.00539°E 1624 msnm          |           | Collada de la Ginebrera | Modifica les dades a Wikidata |
|        | Collada de les Forques  | Baix Pallars Sort                 | collada      |         | 42° 24′ 54″ N, 1° 02′ 40″ E / 42.415059°N,1.044529°E 2191 msnm       |           |                         | Modifica les dades a Wikidata |
|        | Collada dels Escaubells | Baix Pallars Sort                 | collada      |         | 42° 24′ 45″ N, 1° 02′ 45″ E / 42.41240556°N,1.04579167°E 2219 msnm   |           |                         | Modifica les dades a Wikidata |
|        | Collada dels Pedregals  | Baix Pallars la Torre de Cabdella | collada      |         | 42° 24′ 14″ N, 1° 01′ 35″ E / 42.4039°N,1.02644°E 1888.1 msnm        |           |                         | Modifica les dades a Wikidata |

## cova
| imatge | Nom                   | Ubicat a     | instància de | Detalls | coordenades                                                         | Protecció | Commons (més fotos) | Dades a WD                    |
| ------ | --------------------- | ------------ | ------------ | ------- | ------------------------------------------------------------------- | --------- | ------------------- | ----------------------------- |
|        | Cabana de la Portella | Baix Pallars | cova         |         | 42° 17′ 38″ N, 1° 02′ 47″ E / 42.2938599848483°N,1.04639976544522°E |           |                     | Modifica les dades a Wikidata |
|        | Espluga de Guillem    | Baix Pallars | cova         |         | 42° 17′ 39″ N, 1° 07′ 15″ E / 42.2940950576918°N,1.1207984715208°E  |           |                     | Modifica les dades a Wikidata |
|        | Forat de la Canya     | Baix Pallars | cova         |         | 42° 19′ 58″ N, 1° 06′ 28″ E / 42.332686088519°N,1.10775489913985°E  |           |                     | Modifica les dades a Wikidata |
|        | Forat de la Guineu    | Baix Pallars | cova         |         | 42° 23′ 15″ N, 1° 01′ 58″ E / 42.3874928116095°N,1.03278340748986°E |           |                     | Modifica les dades a Wikidata |
|        | cova del Moro         | Baix Pallars | cova         |         | 42° 19′ 07″ N, 1° 03′ 14″ E / 42.3185634491644°N,1.05386290018527°E |           |                     | Modifica les dades a Wikidata |
|        | l'Espluga             | Baix Pallars | cova         |         | 42° 17′ 15″ N, 1° 03′ 08″ E / 42.2875719470002°N,1.05210062345479°E |           |                     | Modifica les dades a Wikidata |
|        | l'Espluga dels Malls  | Baix Pallars | cova         |         | 42° 17′ 15″ N, 1° 01′ 22″ E / 42.2874548829236°N,1.02264341745578°E |           |                     | Modifica les dades a Wikidata |
|        | l'Esplugueta          | Baix Pallars | cova         |         | 42° 17′ 24″ N, 1° 01′ 00″ E / 42.2898664354038°N,1.01679444897964°E |           |                     | Modifica les dades a Wikidata |

## creu monumental
| imatge | Nom          | Ubicat a     | instància de    | Detalls | coordenades                                                         | Protecció | Commons (més fotos) | Dades a WD                    |
| ------ | ------------ | ------------ | --------------- | ------- | ------------------------------------------------------------------- | --------- | ------------------- | ----------------------------- |
|        | creu de Baix | Baix Pallars | creu monumental |         | 42° 18′ 01″ N, 1° 04′ 13″ E / 42.3002359043132°N,1.07031953985086°E |           |                     | Modifica les dades a Wikidata |
|        | creu de Dalt | Baix Pallars | creu monumental |         | 42° 17′ 49″ N, 1° 04′ 26″ E / 42.2968848459112°N,1.07401255259913°E |           |                     | Modifica les dades a Wikidata |

## curs d'aigua
| imatge | Nom                               | Ubicat a                                         | instància de         | Detalls                                                 | coordenades                                                                                                  | Protecció | Commons (més fotos)                      | Dades a WD                    |
| ------ | --------------------------------- | ------------------------------------------------ | -------------------- | ------------------------------------------------------- | --- | --------- | ---------------------------------------- | ----------------------------- |
|        | Barranc de Riuferreres            | la Torre de Cabdella Baix Pallars                | curs d'aigua         | Desemboca: Barranc dels Castellassos Llarg: 5km         | 42° 25′ 10″ N, 1° 01′ 41″ E / 42.419387°N,1.028146°E 42° 24′ 01″ N, 1° 01′ 56″ E / 42.400231°N,1.032275°E    |           |                                          | Modifica les dades a Wikidata |
|        | Barranc de Sant Pere              | la Pobla de Segur Baix Pallars                   | curs d'aigua         | Desemboca: Noguera Pallaresa Llarg: 5km                 | 42° 17′ 55″ N, 1° 00′ 12″ E / 42.298506°N,1.003228°E 42° 16′ 27″ N, 1° 01′ 47″ E / 42.274164°N,1.029783°E    |           | Barranc de Sant Pere (la Pobla de Segur) | Modifica les dades a Wikidata |
|        | Barranc del Ribetell              | Baix Pallars                                     | curs d'aigua         | Desemboca: riu d'Ancs Llarg: 2km                        | 42° 23′ 11″ N, 1° 01′ 29″ E / 42.3863°N,1.02464°E                                                            |           |                                          | Modifica les dades a Wikidata |
|        | Llau Fonda (els Masos de Baiarri) | Conca de Dalt Baix Pallars                       | curs d'aigua         | Desemboca: barranc de l'Infern                          | 42° 16′ 35″ N, 1° 04′ 03″ E / 42.276269°N,1.06762°E 42° 16′ 43″ N, 1° 03′ 31″ E / 42.278628°N,1.058489°E     |           |                                          | Modifica les dades a Wikidata |
|        | Noguera Pallaresa                 | Vall d'Aran Pallars Sobirà Pallars Jussà Noguera | curs d'aigua         | Desemboca: Segre Llarg: 154km Conca: 2820km²            | 41° 54′ 23″ N, 0° 53′ 24″ E / 41.9064°N,0.8901°E 42° 42′ 43″ N, 0° 56′ 58″ E / 42.71185°N,0.94951944444444°E |           | Noguera Pallaresa                        | Modifica les dades a Wikidata |
|        | barranc de Ruixou                 | la Torre de Cabdella Baix Pallars                | curs d'aigua torrent | Desemboca: el Flamisell Llarg: 5km                      | 42° 20′ 18″ N, 1° 00′ 02″ E / 42.338424°N,1.000448°E 42° 20′ 18″ N, 0° 57′ 16″ E / 42.338216°N,0.954444°E    |           | Barranc de Ruixou                        | Modifica les dades a Wikidata |
|        | barranc de l'Infern               | Conca de Dalt Baix Pallars                       | curs d'aigua         | Desemboca: Noguera Pallaresa Llarg: 3km                 | 42° 16′ 43″ N, 1° 03′ 30″ E / 42.2786°N,1.05842°E                                                            |           | Barranc de l'Infern (Collegats)          | Modifica les dades a Wikidata |
|        | barranc del Comte                 | Baix Pallars                                     | curs d'aigua         | Anomenat per: el Comte                                  | 42° 20′ 00″ N, 1° 04′ 00″ E / 42.333333333333°N,1.0666666666667°E 605 msnm                                   |           |                                          | Modifica les dades a Wikidata |
|        | llau de Castilló                  | Conca de Dalt Baix Pallars                       | curs d'aigua         | Desemboca: Llau Fonda (els Masos de Baiarri) Llarg: 1km | 42° 16′ 31″ N, 1° 04′ 34″ E / 42.275378°N,1.076224°E 42° 16′ 35″ N, 1° 04′ 03″ E / 42.276287°N,1.067629°E    |           |                                          | Modifica les dades a Wikidata |
|        | riu Major                         | Baix Pallars                                     | curs d'aigua         | Desemboca: Noguera Pallaresa Llarg: 8km                 | 42° 18′ 33″ N, 1° 03′ 45″ E / 42.309233°N,1.062389°E 42° 17′ 58″ N, 1° 12′ 48″ E / 42.299551°N,1.213237°E    |           |                                          | Modifica les dades a Wikidata |
|        | riu d'Ancs                        | Baix Pallars                                     | curs d'aigua         | Desemboca: Noguera Pallaresa Llarg: 4km                 | 42° 20′ 01″ N, 1° 04′ 06″ E / 42.3336°N,1.06828°E                                                            |           |                                          | Modifica les dades a Wikidata |

## dolmen
| imatge | Nom                                        | Ubicat a     | instància de                | Detalls | coordenades                                                                  | Protecció                                  | Commons (més fotos)      | Dades a WD                    |
| ------ | ------------------------------------------ | ------------ | --------------------------- | ------- | ---------------------------------------------------------------------------- | ------------------------------------------ | ------------------------ | ----------------------------- |
|        | Sepulcre megalític de la Cabana de Perauba | Baix Pallars | dolmen jaciment arqueològic |         | 42° 18′ 56″ N, 0° 59′ 06″ E / 42.315445°N,0.98491°E 1304 msnm                | bé integrant del patrimoni cultural català | La Cabana de Perauba     | Modifica les dades a Wikidata |
|        | dolmen des Esplanes                        | Baix Pallars | dolmen                      |         | 42° 19′ 03″ N, 1° 02′ 41″ E / 42.3174794904848°N,1.04467404539252°E          |                                            |                          | Modifica les dades a Wikidata |
|        | la Cabana de la Mosquera                   | Baix Pallars | dolmen                      |         | 42° 19′ 12″ N, 1° 02′ 54″ E / 42.3199932608338°N,1.04844299766779°E 906 msnm |                                            | La Cabana de la Mosquera | Modifica les dades a Wikidata |

## edifici
| imatge | Nom                       | Ubicat a     | instància de | Detalls                     | coordenades                                                                         | Protecció                                            | Commons (més fotos)       | Dades a WD                    |
| ------ | ------------------------- | ------------ | ------------ | --------------------------- | ----------------------------------------------------------------------------------- | ---------------------------------------------------- | ------------------------- | ----------------------------- |
|        | Alfolí de la Sal de Gerri | Baix Pallars | edifici      | Estil: arquitectura popular | 42° 19′ 25″ N, 1° 03′ 50″ E / 42.323478°N,1.064027°E ca:Plaça del Mercadal 613 msnm | bé d'interès cultural bé cultural d'interès nacional | Alfolí de la Sal de Gerri | Modifica les dades a Wikidata |
|        | Forn de la Casa Perayre   | Baix Pallars | edifici      | Estil: arquitectura popular |                                                                                     | bé integrant del patrimoni cultural català           |                           | Modifica les dades a Wikidata |

## entitat singular de població
| imatge | Nom                            | Ubicat a     | instància de                                                    | Detalls                            | coordenades                                                                      | Protecció                                            | Commons (més fotos)   | Dades a WD                    |
| ------ | ------------------------------ | ------------ | --------------------------------------------------------------- | ---------------------------------- | -------------------------------------------------------------------------------- | ---------------------------------------------------- | --------------------- | ----------------------------- |
|        | Ancs                           | Baix Pallars | entitat singular de població                                    | 4 hab                              | 42° 23′ 03″ N, 1° 01′ 12″ E / 42.38413444°N,1.01988333°E 1477.9 msnm             |                                                      | Ancs                  | Modifica les dades a Wikidata |
|        | Balestui                       | Baix Pallars | entitat singular de població                                    | 13 hab                             | 42° 20′ 27″ N, 1° 01′ 59″ E / 42.340835°N,1.033033°E 865.5 msnm                  |                                                      | Balestui              | Modifica les dades a Wikidata |
|        | Baén                           | Baix Pallars | entitat singular de població                                    | 9 hab                              | 42° 19′ 40″ N, 1° 06′ 23″ E / 42.32789722°N,1.10647778°E 1069.3 msnm             |                                                      |                       | Modifica les dades a Wikidata |
|        | Bresca                         | Baix Pallars | entitat singular de població                                    | 25 hab                             | 42° 18′ 46″ N, 1° 04′ 09″ E / 42.31281667°N,1.06929556°E 819.1 msnm              |                                                      | Bresca (Baix Pallars) | Modifica les dades a Wikidata |
|        | Bretui                         | Baix Pallars | entitat singular de població                                    | 12 hab                             | 42° 19′ 58″ N, 1° 01′ 14″ E / 42.332705°N,1.020604°E 1064.6 msnm                 |                                                      | Bretui                | Modifica les dades a Wikidata |
|        | Buseu                          | Baix Pallars | entitat singular de població                                    | 1 hab                              | 42° 18′ 27″ N, 1° 07′ 06″ E / 42.30742778°N,1.11832833°E 1345.7 msnm             |                                                      |                       | Modifica les dades a Wikidata |
|        | Cabestany                      | Baix Pallars | entitat singular de població                                    | 2 hab                              | 42° 19′ 57″ N, 0° 59′ 27″ E / 42.33251667°N,0.99088889°E 1124.7 msnm             |                                                      |                       | Modifica les dades a Wikidata |
|        | Canals (Peramea)               | Baix Pallars | entitat singular de població                                    | 2 hab                              | 42° 18′ 32″ N, 1° 01′ 13″ E / 42.3088381136596°N,1.02025118150758°E 865.5 msnm   |                                                      |                       | Modifica les dades a Wikidata |
|        | Castellnou                     | Baix Pallars | entitat singular de població                                    | 1 hab                              | 42° 19′ 26″ N, 1° 08′ 48″ E / 42.32376017°N,1.14670316°E 1602 msnm               |                                                      |                       | Modifica les dades a Wikidata |
|        | Cortscastell                   | Baix Pallars | entitat singular de població                                    | 2 hab                              | 42° 19′ 20″ N, 1° 01′ 34″ E / 42.32219444°N,1.02603889°E 818.1 msnm              |                                                      | Cortscastell          | Modifica les dades a Wikidata |
|        | Cuberes                        | Baix Pallars | entitat singular de població                                    | 0 hab                              | 42° 16′ 39″ N, 1° 08′ 34″ E / 42.2774852590011°N,1.14270838562017°E 1477.6 msnm  |                                                      |                       | Modifica les dades a Wikidata |
|        | Enseu                          | Baix Pallars | entitat singular de població                                    | 2 hab                              | 42° 19′ 31″ N, 1° 05′ 00″ E / 42.32518611111111°N,1.083425°E 847.7 msnm          |                                                      |                       | Modifica les dades a Wikidata |
|        | Gerri de la Sal                | Baix Pallars | entitat singular de població capital municipal                  | 121 hab                            | 42° 19′ 29″ N, 1° 04′ 00″ E / 42.32483333°N,1.06657778°E 604.8 msnm              |                                                      | Gerri de la Sal       | Modifica les dades a Wikidata |
|        | Masies de Llaràs               | Baix Pallars | entitat singular de població                                    | 5 hab                              | 42° 18′ 55″ N, 1° 03′ 04″ E / 42.31521538°N,1.05114155°E 855 msnm                |                                                      |                       | Modifica les dades a Wikidata |
|        | Mentui                         | Baix Pallars | entitat singular de població                                    | 4 hab                              | 42° 19′ 51″ N, 0° 58′ 36″ E / 42.330890768576°N,0.9767676012542°E 1038.1 msnm    |                                                      |                       | Modifica les dades a Wikidata |
|        | Montcortès                     | Baix Pallars | entitat singular de població                                    | 22 hab                             | 42° 19′ 44″ N, 1° 00′ 19″ E / 42.3289°N,1.00525°E 1066.9 msnm                    |                                                      | Montcortès de Pallars | Modifica les dades a Wikidata |
|        | Peracalç                       | Baix Pallars | entitat singular de població                                    | 7 hab                              | 42° 18′ 25″ N, 1° 00′ 19″ E / 42.3069464068292°N,1.00515697239589°E 1203 msnm    |                                                      | Peracalç              | Modifica les dades a Wikidata |
|        | Peramea                        | Baix Pallars | entitat singular de població                                    | Estil: arquitectura popular 83 hab | 42° 19′ 49″ N, 1° 02′ 57″ E / 42.33038056°N,1.04925556°E 905 msnm                | bé d'interès cultural bé cultural d'interès nacional | Peramea               | Modifica les dades a Wikidata |
|        | Pujol                          | Baix Pallars | entitat singular de població                                    | 12 hab                             | 42° 18′ 39″ N, 1° 02′ 19″ E / 42.31085°N,1.03859444°E 833.6 msnm                 |                                                      | Pujol (Peramea)       | Modifica les dades a Wikidata |
|        | Sant Sebastià de Buseu         | Baix Pallars | entitat singular de població                                    | 0 hab                              | 42° 19′ 35″ N, 1° 08′ 14″ E / 42.3263155501681°N,1.13723081748109°E 1590.3 msnm  |                                                      |                       | Modifica les dades a Wikidata |
|        | Sarroca de Baén                | Baix Pallars | entitat singular de població masia                              | 1 hab                              | 42° 18′ 49″ N, 1° 08′ 30″ E / 42.3135734824892°N,1.14173225863665°E 1431.13 msnm |                                                      |                       | Modifica les dades a Wikidata |
|        | Sellui                         | Baix Pallars | entitat singular de població entitat municipal descentralitzada | 8 hab Superfície: 9.72km²          | 42° 21′ 07″ N, 1° 01′ 15″ E / 42.35202389°N,1.02090556°E 971.9 msnm              |                                                      | Sellui                | Modifica les dades a Wikidata |
|        | Solduga i l'Espluga de Cuberes | Baix Pallars | entitat singular de població                                    | 0 hab                              | 42° 16′ 56″ N, 1° 04′ 03″ E / 42.28235403°N,1.067485784°E 1245 msnm              |                                                      |                       | Modifica les dades a Wikidata |
|        | Useu                           | Baix Pallars | entitat singular de població                                    | 8 hab                              | 42° 18′ 41″ N, 1° 05′ 11″ E / 42.31126111°N,1.08641667°E 847.7 msnm              |                                                      | Useu, Baix Pallars    | Modifica les dades a Wikidata |
|        | Vilesa                         | Baix Pallars | entitat singular de població                                    | 0 hab                              | 42° 19′ 03″ N, 1° 05′ 30″ E / 42.31736558°N,1.09172654°E 945 msnm                |                                                      |                       | Modifica les dades a Wikidata |
|        | el Comte                       | Baix Pallars | entitat singular de població                                    | 0 hab                              | 42° 20′ 01″ N, 1° 04′ 02″ E / 42.33356389°N,1.06735361°E 605 msnm                |                                                      |                       | Modifica les dades a Wikidata |
|        | el Pui                         | Baix Pallars | entitat singular de població masia                              | 0 hab                              | 42° 19′ 34″ N, 1° 06′ 18″ E / 42.32618889°N,1.10507778°E 1033.9 msnm             |                                                      |                       | Modifica les dades a Wikidata |
|        | el Soi                         | Baix Pallars | entitat singular de població                                    | 0 hab                              | 42° 19′ 44″ N, 1° 07′ 24″ E / 42.32893609°N,1.12328473°E 1405 msnm               |                                                      |                       | Modifica les dades a Wikidata |

## església
| imatge | Nom                                   | Ubicat a                            | instància de              | Detalls                                                        | coordenades | Protecció                                            | Commons (més fotos)                  | Dades a WD                    |
| ------ | ------------------------------------- | ----------------------------------- | ------------------------- | -------------------------------------------------------------- | --- | ---------------------------------------------------- | ------------------------------------ | ----------------------------- |
|        | Mare de Déu d'Esplà                   | Baix Pallars                        | església                  |                                                                | 42° 17′ 14″ N, 1° 04′ 43″ E / 42.28728056°N,1.07858056°E 1533.7 msnm                                                |                                                      |                                      | Modifica les dades a Wikidata |
|        | Mare de Déu del Carme del Comte       | Baix Pallars                        | església                  |                                                                | 42° 20′ 01″ N, 1° 04′ 02″ E / 42.33358417°N,1.06727417°E 612.8 msnm                                                 |                                                      |                                      | Modifica les dades a Wikidata |
|        | Mare de Déu del Roser de Cortscastell | Baix Pallars                        | església                  |                                                                | 42° 19′ 18″ N, 1° 01′ 38″ E / 42.32164444°N,1.02718333°E 800 msnm                                                   |                                                      |                                      | Modifica les dades a Wikidata |
|        | Mare de Déu del Roser de Peracalç     | Baix Pallars                        | església                  |                                                                | 42° 18′ 29″ N, 1° 00′ 19″ E / 42.3081°N,1.00527°E 1190.7 msnm                                                       |                                                      |                                      | Modifica les dades a Wikidata |
|        | Mare de Déu del Roser de Pujol        | Baix Pallars                        | església                  |                                                                | 42° 18′ 36″ N, 1° 02′ 10″ E / 42.309964°N,1.036093°E 800 msnm                                                       |                                                      |                                      | Modifica les dades a Wikidata |
|        | Mare de Déu dels Àngels de Montcortès | Baix Pallars                        | església                  |                                                                | 42° 19′ 48″ N, 1° 00′ 21″ E / 42.3301°N,1.00586°E 1050 msnm                                                         |                                                      |                                      | Modifica les dades a Wikidata |
|        | Sant Andreu de Baén                   | Baén                                | església                  | Estil: arquitectura romànica arquitectura popular 11st century | 42° 19′ 35″ N, 1° 06′ 21″ E / 42.326519°N,1.105713°E ca:C. de l'Església, Baén 1069 msnm                            | bé cultural d'interès local                          |                                      | Modifica les dades a Wikidata |
|        | Sant Andreu de Pujol                  | Pujol                               | església                  | Estil: arquitectura popular 17th century                       | 42° 18′ 36″ N, 1° 02′ 16″ E / 42.310113°N,1.037817°E 836 msnm                                                       | bé integrant del patrimoni cultural català           |                                      | Modifica les dades a Wikidata |
|        | Sant Andreu de Sellui                 | Sellui                              | església                  |                                                                | 42° 21′ 36″ N, 1° 01′ 11″ E / 42.3599°N,1.01977°E 1100 msnm                                                         |                                                      |                                      | Modifica les dades a Wikidata |
|        | Sant Antoni Abat de Mentui            | Mentui                              | església                  | Estil: arquitectura popular 18th century                       | 42° 19′ 50″ N, 0° 58′ 32″ E / 42.330559°N,0.97558°E ca:Pl. Major, Mentui 1042 msnm                                  | bé integrant del patrimoni cultural català           |                                      | Modifica les dades a Wikidata |
|        | Sant Antoni Abat de Pujol             | Pujol                               | església                  |                                                                | 42° 18′ 32″ N, 1° 02′ 04″ E / 42.30891111°N,1.03448222°E 758.9 msnm                                                 |                                                      |                                      | Modifica les dades a Wikidata |
|        | Sant Antoni de Pàdua de Bretui        | Baix Pallars                        | església                  |                                                                | 42° 20′ 02″ N, 1° 01′ 18″ E / 42.3338°N,1.02153°E 1064.3 msnm                                                       |                                                      |                                      | Modifica les dades a Wikidata |
|        | Sant Antoni de Pàdua de Vilesa        | Baix Pallars                        | església                  |                                                                | 42° 19′ 07″ N, 1° 05′ 35″ E / 42.3185°N,1.09295°E 943.1 msnm                                                        |                                                      |                                      | Modifica les dades a Wikidata |
|        | Sant Aventí                           | Baix Pallars                        | església                  |                                                                | 42° 18′ 26″ N, 0° 58′ 27″ E / 42.30726389°N,0.974175°E 1479.8 msnm                                                  |                                                      |                                      | Modifica les dades a Wikidata |
|        | Sant Benet del Pui                    | Baix Pallars                        | església                  |                                                                | 42° 19′ 34″ N, 1° 06′ 18″ E / 42.32618889°N,1.10507778°E 1033.9 msnm                                                |                                                      |                                      | Modifica les dades a Wikidata |
|        | Sant Cristòfol Vell de Peramea        | Baix Pallars                        | església                  |                                                                | 42° 19′ 32″ N, 1° 02′ 49″ E / 42.32568056°N,1.04697778°E 885 msnm                                                   |                                                      |                                      | Modifica les dades a Wikidata |
|        | Sant Cristòfol de Peramea             | Baix Pallars                        | església                  | Estil: arquitectura popular                                    | 42° 19′ 48″ N, 1° 02′ 54″ E / 42.330002°N,1.048395°E 920.5 msnm                                                     | bé integrant del patrimoni cultural català           | Sant Cristòfol de Peramea            | Modifica les dades a Wikidata |
|        | Sant Esteve d'Enseu                   | Baix Pallars                        | església                  |                                                                | 42° 19′ 31″ N, 1° 04′ 59″ E / 42.325175°N,1.0831833333333334°E 758 msnm                                             |                                                      |                                      | Modifica les dades a Wikidata |
|        | Sant Esteve de Bretui                 | Bretui                              | església                  | Estil: arquitectura popular 18th century                       | 42° 19′ 58″ N, 1° 01′ 13″ E / 42.33269°N,1.02028°E ca:Plaça de l'Església, Bretui 1064 msnm                         | bé integrant del patrimoni cultural català           |                                      | Modifica les dades a Wikidata |
|        | Sant Feliu de Gerri de la Sal         | Baix Pallars                        | església                  |                                                                | 42° 19′ 24″ N, 1° 03′ 55″ E / 42.323373°N,1.065234°E 596 msnm                                                       |                                                      |                                      | Modifica les dades a Wikidata |
|        | Sant Feliu de la Masia de Peracalç    | Baix Pallars                        | església                  |                                                                | 42° 17′ 38″ N, 0° 59′ 58″ E / 42.294°N,0.999417°E 984.6 msnm                                                        |                                                      |                                      | Modifica les dades a Wikidata |
|        | Sant Fruitós de Balestui              | Balestui                            | església                  | Estil: arquitectura popular 18th century                       | 42° 20′ 28″ N, 1° 01′ 57″ E / 42.340982°N,1.03242°E ca:Al cementiri de Balestui 865 msnm                            | bé integrant del patrimoni cultural català           |                                      | Modifica les dades a Wikidata |
|        | Sant Joan de Solans                   | Sant Sebastià de Buseu              | església                  | Estil: arquitectura romànica 11st century                      | 42° 19′ 03″ N, 1° 08′ 13″ E / 42.31752°N,1.136896°E ca:Pista a Buseu 1459 msnm                                      | bé integrant del patrimoni cultural català           |                                      | Modifica les dades a Wikidata |
|        | Sant Josep de Cal Peret               | Baix Pallars                        | església                  |                                                                | 42° 19′ 58″ N, 1° 01′ 19″ E / 42.33288°N,1.021846°E 1064.3 msnm                                                     |                                                      |                                      | Modifica les dades a Wikidata |
|        | Sant Llorenç de Peracalç              | Baix Pallars                        | església                  |                                                                | 42° 18′ 25″ N, 1° 00′ 14″ E / 42.307034°N,1.003977°E 1190.7 msnm                                                    |                                                      |                                      | Modifica les dades a Wikidata |
|        | Sant Martí de Montcortès              | Montcortès                          | església                  | Estil: arquitectura popular 18th century                       | 42° 19′ 44″ N, 1° 00′ 17″ E / 42.329003°N,1.004703°E ca:Pl. de l'Església, Montcortès 1051 msnm                     | bé integrant del patrimoni cultural català           |                                      | Modifica les dades a Wikidata |
|        | Sant Martí de Solduga                 | Baix Pallars                        | església                  | Estil: arquitectura popular                                    | 42° 16′ 58″ N, 1° 04′ 02″ E / 42.282649°N,1.067194°E 1245 msnm                                                      | bé integrant del patrimoni cultural català           |                                      | Modifica les dades a Wikidata |
|        | Sant Miquel de Bresca                 | Baix Pallars                        | església                  | Estil: arquitectura popular                                    | 42° 18′ 41″ N, 1° 04′ 05″ E / 42.311478°N,1.068072°E 787 msnm                                                       | bé cultural d'interès local                          |                                      | Modifica les dades a Wikidata |
|        | Sant Miquel de Montcortès             | Baix Pallars                        | església                  |                                                                | 42° 19′ 24″ N, 1° 00′ 24″ E / 42.3232°N,1.00679°E 1050 msnm                                                         |                                                      |                                      | Modifica les dades a Wikidata |
|        | Sant Pere Vella                       | Baix Pallars                        | església capella          |                                                                | 42° 20′ 04″ N, 1° 03′ 00″ E / 42.3345388733571°N,1.05011730349126°E                                                 |                                                      |                                      | Modifica les dades a Wikidata |
|        | Sant Quiri                            | Baix Pallars                        | església ermita           | Estil: arquitectura romànica                                   | 42° 23′ 37″ N, 1° 00′ 53″ E / 42.39359444°N,1.01464444°E 1833 msnm                                                  |                                                      |                                      | Modifica les dades a Wikidata |
|        | Sant Roc de Sarroca                   | Baix Pallars                        | església                  |                                                                | 42° 18′ 52″ N, 1° 08′ 34″ E / 42.3144°N,1.14276°E 1431.13 msnm                                                      |                                                      |                                      | Modifica les dades a Wikidata |
|        | Sant Romà Vell d'Useu                 | Baix Pallars                        | església                  | Estat: ruïnós                                                  | 42° 18′ 32″ N, 1° 05′ 23″ E / 42.308919°N,1.089806°E 870 msnm                                                       |                                                      |                                      | Modifica les dades a Wikidata |
|        | Sant Romà d'Useu                      | Baix Pallars                        | església                  | Estil: arquitectura popular                                    | 42° 18′ 35″ N, 1° 05′ 08″ E / 42.309781°N,1.085607°E 847.7 msnm                                                     | bé integrant del patrimoni cultural català           |                                      | Modifica les dades a Wikidata |
|        | Sant Romà de Cabestany                | Baix Pallars                        | església                  |                                                                | 42° 19′ 57″ N, 0° 59′ 26″ E / 42.33256667°N,0.99041944°E 1124.7 msnm                                                |                                                      |                                      | Modifica les dades a Wikidata |
|        | Sant Sadurní de Cuberes               | Baix Pallars                        | església                  |                                                                | 42° 16′ 41″ N, 1° 08′ 35″ E / 42.278°N,1.143068°E 1477.6 msnm                                                       |                                                      |                                      | Modifica les dades a Wikidata |
|        | Sant Sebastià de Buseu                | Sant Sebastià de Buseu Baix Pallars | església edifici          | Estil: arquitectura popular 17th century                       | 42° 19′ 33″ N, 1° 08′ 11″ E / 42.325956°N,1.13649°E 1578 msnm                                                       | bé integrant del patrimoni cultural català           |                                      | Modifica les dades a Wikidata |
|        | Sant Sebastià de Montcortès           | Baix Pallars                        | església                  |                                                                | 42° 19′ 48″ N, 1° 00′ 21″ E / 42.3301°N,1.00586°E 1050 msnm                                                         |                                                      |                                      | Modifica les dades a Wikidata |
|        | Sant Sebastià del Rial                | Baix Pallars                        | església                  |                                                                | 42° 20′ 00″ N, 1° 07′ 18″ E / 42.33338056°N,1.1217°E 1400 msnm                                                      |                                                      |                                      | Modifica les dades a Wikidata |
|        | Sant Sebastià i Sant Roc de Peramea   | Baix Pallars                        | església                  |                                                                | 42° 19′ 43″ N, 1° 02′ 52″ E / 42.3285155027443°N,1.04790532444326°E 896.5 msnm                                      |                                                      |                                      | Modifica les dades a Wikidata |
|        | Sant Serni de Buseu                   | Baix Pallars                        | església                  | Estil: arquitectura romànica                                   | 42° 18′ 22″ N, 1° 07′ 02″ E / 42.306181°N,1.117279°E 1345.7 msnm                                                    | bé integrant del patrimoni cultural català           |                                      | Modifica les dades a Wikidata |
|        | Santa Anna de Cortscastell            | Cortscastell                        | església                  | Estil: arquitectura romànica                                   | 42° 19′ 18″ N, 1° 01′ 29″ E / 42.321628°N,1.02479°E 825 msnm                                                        | bé integrant del patrimoni cultural català           | Santa Anna de Cortscastell           | Modifica les dades a Wikidata |
|        | Santa Cecília Vella d'Ancs            | Baix Pallars                        | església                  |                                                                | 42° 22′ 56″ N, 1° 01′ 15″ E / 42.38219722°N,1.02075°E 1419 msnm                                                     |                                                      |                                      | Modifica les dades a Wikidata |
|        | Santa Cecília d'Ancs                  | Baix Pallars                        | església                  | 18th century                                                   | 42° 22′ 57″ N, 1° 01′ 08″ E / 42.382404°N,1.018878°E 1455 msnm                                                      |                                                      | Santa Cecília d'Ancs                 | Modifica les dades a Wikidata |
|        | Santa Coloma de Sellui                | Sellui                              | església                  | Estil: arquitectura popular 18th century                       | 42° 21′ 04″ N, 1° 01′ 11″ E / 42.351124°N,1.019684°E ca:Pl. de l'Església, Sellui 977 msnm                          | bé integrant del patrimoni cultural català           |                                      | Modifica les dades a Wikidata |
|        | Santa Coloma de l'Espluga de Cuberes  | Baix Pallars                        | església edifici històric | Estil: arquitectura romànica arquitectura popular              | 42° 17′ 16″ N, 1° 03′ 09″ E / 42.287639°N,1.052602°E 960 msnm                                                       | bé integrant del patrimoni cultural català           | Santa Coloma de l'Espluga de Cuberes | Modifica les dades a Wikidata |
|        | Santa Eulàlia de Canals               | Baix Pallars                        | església                  |                                                                | 42° 18′ 35″ N, 1° 01′ 17″ E / 42.30965278°N,1.02147778°E 912.8 msnm                                                 |                                                      |                                      | Modifica les dades a Wikidata |
|        | Santa Magdalena de Cuberes            | Baix Pallars                        | església                  |                                                                | 42° 16′ 38″ N, 1° 08′ 33″ E / 42.277305°N,1.14259°E 1477.6 msnm                                                     |                                                      |                                      | Modifica les dades a Wikidata |
|        | Santa Maria de Gerri                  | Baix Pallars                        | església monestir         | Estil: arquitectura romànica 12nd century                      | 42° 19′ 20″ N, 1° 04′ 00″ E / 42.322152777778°N,1.0667611111111°E ca:Passeig del Monestir, Gerri de la Sal 591 msnm | bé d'interès cultural bé cultural d'interès nacional | Monestir de Santa Maria de Gerri     | Modifica les dades a Wikidata |

## font
| imatge | Nom                          | Ubicat a     | instància de | Detalls | coordenades                                                          | Protecció                                  | Commons (més fotos) | Dades a WD                    |
| ------ | ---------------------------- | ------------ | ------------ | ------- | -------------------------------------------------------------------- | ------------------------------------------ | ------------------- | ----------------------------- |
|        | Font Llaràs                  | Baix Pallars | font         |         | 42° 19′ 29″ N, 1° 02′ 45″ E / 42.324591°N,1.045874°E                 | bé integrant del patrimoni cultural català |                     | Modifica les dades a Wikidata |
|        | font Salada                  | Baix Pallars | font         |         | 42° 19′ 34″ N, 1° 03′ 47″ E / 42.326078062709°N,1.0630880772861°E    |                                            |                     | Modifica les dades a Wikidata |
|        | font de Coquet               | Baix Pallars | font         |         | 42° 18′ 09″ N, 1° 03′ 12″ E / 42.3025886651825°N,1.05340885982472°E  |                                            |                     | Modifica les dades a Wikidata |
|        | font de la Foleda            | Baix Pallars | font         |         | 42° 19′ 16″ N, 0° 58′ 30″ E / 42.3210863724352°N,0.974918249401222°E |                                            |                     | Modifica les dades a Wikidata |
|        | font de la Rosta             | Baix Pallars | font         |         | 42° 20′ 21″ N, 0° 58′ 53″ E / 42.3391399563522°N,0.981403537390434°E |                                            |                     | Modifica les dades a Wikidata |
|        | font de la Tosca             | Baix Pallars | font         |         | 42° 23′ 18″ N, 1° 00′ 41″ E / 42.388231048186°N,1.0113705811322°E    |                                            |                     | Modifica les dades a Wikidata |
|        | font de les Greisses         | Baix Pallars | font         |         | 42° 17′ 45″ N, 1° 00′ 21″ E / 42.2958705221949°N,1.00573718068175°E  |                                            |                     | Modifica les dades a Wikidata |
|        | font del Caüc                | Baix Pallars | font         |         | 42° 19′ 28″ N, 1° 01′ 01″ E / 42.324389853537°N,1.0170239499327°E    |                                            |                     | Modifica les dades a Wikidata |
|        | font del Clop                | Baix Pallars | font         |         | 42° 19′ 13″ N, 0° 59′ 55″ E / 42.3201962497572°N,0.9985858653291°E   |                                            |                     | Modifica les dades a Wikidata |
|        | font del Racó de la Mosquera | Baix Pallars | font         |         | 42° 17′ 54″ N, 1° 02′ 08″ E / 42.2983415951471°N,1.03567093557377°E  |                                            |                     | Modifica les dades a Wikidata |
|        | font del Reguerot            | Baix Pallars | font         |         | 42° 19′ 20″ N, 1° 01′ 05″ E / 42.3222268372815°N,1.01801101369906°E  |                                            |                     | Modifica les dades a Wikidata |
|        | font del Soi                 | Baix Pallars | font         |         | 42° 19′ 34″ N, 1° 06′ 52″ E / 42.3259988909687°N,1.11455750563081°E  |                                            |                     | Modifica les dades a Wikidata |
|        | font des Arguileres          | Baix Pallars | font         |         | 42° 19′ 52″ N, 1° 03′ 12″ E / 42.3311997523586°N,1.05341256630795°E  |                                            |                     | Modifica les dades a Wikidata |
|        | fonteta de Carrutxo          | Baix Pallars | font         |         | 42° 17′ 29″ N, 1° 05′ 27″ E / 42.291421666155°N,1.0908354870915°E    |                                            |                     | Modifica les dades a Wikidata |

## forn de guix
| imatge | Nom                                   | Ubicat a     | instància de | Detalls                     | coordenades | Protecció                                  | Commons (més fotos) | Dades a WD                    |
| ------ | ------------------------------------- | ------------ | ------------ | --------------------------- | ----------- | ------------------------------------------ | ------------------- | ----------------------------- |
|        | Forn de guix Cortscastell             | Baix Pallars | forn de guix | Estil: arquitectura popular |             | bé integrant del patrimoni cultural català |                     | Modifica les dades a Wikidata |
|        | Forn de guix Granja Vilanova de Pujol | Baix Pallars | forn de guix | Estil: arquitectura popular |             | bé integrant del patrimoni cultural català |                     | Modifica les dades a Wikidata |
|        | Forn de guix Pujol                    | Baix Pallars | forn de guix | Estil: arquitectura popular |             | bé integrant del patrimoni cultural català |                     | Modifica les dades a Wikidata |
|        | Forn de guix Trespui                  | Baix Pallars | forn de guix | Estil: arquitectura popular |             | bé integrant del patrimoni cultural català |                     | Modifica les dades a Wikidata |

## indret
| imatge | Nom            | Ubicat a     | instància de | Detalls | coordenades                                              | Protecció | Commons (més fotos) | Dades a WD                    |
| ------ | -------------- | ------------ | ------------ | ------- | -------------------------------------------------------- | --------- | ------------------- | ----------------------------- |
|        | Clot des Comes | Baix Pallars | indret       |         | 42° 21′ 36″ N, 0° 59′ 41″ E / 42.3601°N,0.99475°E        |           |                     | Modifica les dades a Wikidata |
|        | Les Capçades   | Baix Pallars | indret       |         | 42° 20′ 55″ N, 0° 59′ 38″ E / 42.3485°N,0.993778°E       |           |                     | Modifica les dades a Wikidata |
|        | Perauba        | Baix Pallars | indret       |         | 42° 18′ 55″ N, 0° 58′ 46″ E / 42.31516667°N,0.97936111°E |           |                     | Modifica les dades a Wikidata |

## masia
| imatge | Nom                   | Ubicat a     | instància de | Detalls | coordenades                                                          | Protecció | Commons (més fotos) | Dades a WD                    |
| ------ | --------------------- | ------------ | ------------ | ------- | -------------------------------------------------------------------- | --------- | ------------------- | ----------------------------- |
|        | Ca l'Andreu           | Baix Pallars | masia        |         | 42° 16′ 51″ N, 1° 08′ 54″ E / 42.2808901619207°N,1.14832045583244°E  |           |                     | Modifica les dades a Wikidata |
|        | Cal Fèlix             | Baix Pallars | masia        |         | 42° 19′ 39″ N, 1° 06′ 26″ E / 42.327379748284°N,1.10708871259593°E   |           |                     | Modifica les dades a Wikidata |
|        | Casa Coll             | Baix Pallars | masia        |         | 42° 19′ 59″ N, 1° 00′ 57″ E / 42.3330309981673°N,1.01577823576534°E  |           |                     | Modifica les dades a Wikidata |
|        | Casa Montaner         | Baix Pallars | masia        |         | 42° 19′ 56″ N, 1° 01′ 14″ E / 42.3323012656906°N,1.02044980377099°E  |           |                     | Modifica les dades a Wikidata |
|        | Casa Parramon         | Baix Pallars | masia        |         | 42° 19′ 45″ N, 1° 02′ 51″ E / 42.3292626744248°N,1.04753740513389°E  |           |                     | Modifica les dades a Wikidata |
|        | Casa Quiquet          | Baix Pallars | masia        |         | 42° 19′ 38″ N, 1° 08′ 20″ E / 42.3271260593316°N,1.13889386748718°E  |           |                     | Modifica les dades a Wikidata |
|        | Casa Rafel            | Baix Pallars | masia        |         | 42° 19′ 41″ N, 1° 02′ 54″ E / 42.3281153973473°N,1.04838605080355°E  |           |                     | Modifica les dades a Wikidata |
|        | Casa Xangre           | Baix Pallars | masia        |         | 42° 19′ 14″ N, 1° 01′ 31″ E / 42.3206521228089°N,1.02539008764645°E  |           |                     | Modifica les dades a Wikidata |
|        | Casa de Perutxo       | Baix Pallars | masia        |         | 42° 19′ 52″ N, 0° 58′ 34″ E / 42.3310210116495°N,0.976019508485412°E |           |                     | Modifica les dades a Wikidata |
|        | Casa de Romaior       | Baix Pallars | masia        |         | 42° 18′ 31″ N, 1° 04′ 11″ E / 42.3086459833319°N,1.069710744686°E    |           |                     | Modifica les dades a Wikidata |
|        | Casa de l'Agustí      | Baix Pallars | masia        |         | 42° 19′ 44″ N, 1° 03′ 02″ E / 42.3288734514551°N,1.05059577211628°E  |           |                     | Modifica les dades a Wikidata |
|        | Casa de l'Esplugà     | Baix Pallars | masia        |         | 42° 17′ 15″ N, 1° 03′ 11″ E / 42.2874996463893°N,1.05314592874069°E  |           |                     | Modifica les dades a Wikidata |
|        | Casa del Batlle       | Baix Pallars | masia        |         | 42° 18′ 31″ N, 1° 05′ 26″ E / 42.3086184729343°N,1.09065293550706°E  |           |                     | Modifica les dades a Wikidata |
|        | Casa del Sabater      | Baix Pallars | masia        |         | 42° 19′ 16″ N, 1° 01′ 28″ E / 42.3209778524368°N,1.02443335189554°E  |           |                     | Modifica les dades a Wikidata |
|        | Casa forestal del Soi | Baix Pallars | masia        |         | 42° 19′ 45″ N, 1° 07′ 24″ E / 42.3290804155878°N,1.12343457493552°E  |           |                     | Modifica les dades a Wikidata |
|        | Castell de la Clua    | Baix Pallars | masia        |         | 42° 20′ 55″ N, 1° 01′ 08″ E / 42.3486110033893°N,1.01891814166693°E  |           |                     | Modifica les dades a Wikidata |
|        | Castellnou            | Baix Pallars | masia        |         | 42° 19′ 26″ N, 1° 08′ 50″ E / 42.3240082110314°N,1.14711683573839°E  |           |                     | Modifica les dades a Wikidata |
|        | Hostal de Morreres    | Baix Pallars | masia        |         | 42° 18′ 01″ N, 1° 02′ 30″ E / 42.3003082985003°N,1.0416632794771°E   |           |                     | Modifica les dades a Wikidata |
|        | Masia d'en Jaume      | Baix Pallars | masia        |         | 42° 19′ 50″ N, 1° 02′ 00″ E / 42.3305583554504°N,1.03324839450994°E  |           |                     | Modifica les dades a Wikidata |
|        | Masia de Parramon     | Baix Pallars | masia        |         | 42° 19′ 51″ N, 1° 02′ 05″ E / 42.3308604772305°N,1.03458619974275°E  |           |                     | Modifica les dades a Wikidata |
|        | Masia de Pasqual      | Baix Pallars | masia        |         | 42° 19′ 05″ N, 1° 00′ 40″ E / 42.317984327473°N,1.0111578967851°E    |           |                     | Modifica les dades a Wikidata |
|        | Masia de Peracalç     | Baix Pallars | masia        |         | 42° 17′ 39″ N, 0° 59′ 58″ E / 42.29417778°N,0.99933611°E 984.6 msnm  |           |                     | Modifica les dades a Wikidata |
|        | Recallers             | Baix Pallars | masia        |         | 42° 18′ 18″ N, 1° 07′ 20″ E / 42.3050677163259°N,1.12212204634206°E  |           |                     | Modifica les dades a Wikidata |
|        | Vilesa                | Baix Pallars | masia        |         | 42° 19′ 06″ N, 1° 05′ 35″ E / 42.31845917°N,1.09294722°E 943.1 msnm  |           |                     | Modifica les dades a Wikidata |
|        | el Mas dels Capellans | Baix Pallars | masia        |         | 42° 19′ 07″ N, 1° 00′ 42″ E / 42.3186485416177°N,1.01159485193496°E  |           |                     | Modifica les dades a Wikidata |
|        | el Pui                | Baix Pallars | masia        |         | 42° 18′ 56″ N, 1° 05′ 11″ E / 42.3156700335446°N,1.08633834159145°E  |           |                     | Modifica les dades a Wikidata |
|        | el Soi                | Baix Pallars | masia        |         | 42° 19′ 48″ N, 1° 07′ 29″ E / 42.33008889°N,1.12459722°E 1402 msnm   |           |                     | Modifica les dades a Wikidata |
|        | l'Era de Montardit    | Baix Pallars | masia        |         | 42° 19′ 39″ N, 1° 02′ 43″ E / 42.3274489742885°N,1.0452147641169°E   |           |                     | Modifica les dades a Wikidata |
|        | l'Hostalet            | Baix Pallars | masia        |         | 42° 19′ 11″ N, 1° 05′ 20″ E / 42.3195946468665°N,1.08892548734411°E  |           |                     | Modifica les dades a Wikidata |
|        | la Mola               | Baix Pallars | masia        |         | 42° 19′ 42″ N, 1° 04′ 02″ E / 42.3284364335981°N,1.06733361254282°E  |           |                     | Modifica les dades a Wikidata |

## molí d'aigua
| imatge | Nom              | Ubicat a     | instància de | Detalls                     | coordenades                                                         | Protecció                                  | Commons (més fotos) | Dades a WD                    |
| ------ | ---------------- | ------------ | ------------ | --------------------------- | ------------------------------------------------------------------- | ------------------------------------------ | ------------------- | ----------------------------- |
|        | Mola de Montaner | Baix Pallars | molí d'aigua | Estat: ruïnós               | 42° 20′ 05″ N, 1° 02′ 54″ E / 42.3346347419753°N,1.0483422127488°E  |                                            |                     | Modifica les dades a Wikidata |
|        | Mola de Romaior  | Baix Pallars | molí d'aigua |                             | 42° 18′ 32″ N, 1° 04′ 14″ E / 42.3089834960096°N,1.07050120316496°E |                                            |                     | Modifica les dades a Wikidata |
|        | Mola de Sellui   | Baix Pallars | molí d'aigua | Estil: arquitectura popular | 42° 21′ 09″ N, 1° 01′ 11″ E / 42.352633°N,1.019846°E                | bé integrant del patrimoni cultural català |                     | Modifica les dades a Wikidata |

## muntanya
| imatge | Nom                      | Ubicat a                                            | instància de | Detalls | coordenades                                                              | Protecció | Commons (més fotos)                   | Dades a WD                    |
| ------ | ------------------------ | --------------------------------------------------- | ------------ | ------- | ------------------------------------------------------------------------ | --------- | ------------------------------------- | ----------------------------- |
|        | Bony d'Espinet           | Soriguera Baix Pallars                              | muntanya     |         | 42° 23′ 34″ N, 1° 02′ 09″ E / 42.39284722°N,1.03571167°E 1842.1 msnm     |           |                                       | Modifica les dades a Wikidata |
|        | Bony del Fener Gran      | Baix Pallars                                        | muntanya     |         | 42° 20′ 25″ N, 1° 09′ 06″ E / 42.3404°N,1.15166°E 1919 msnm              |           |                                       | Modifica les dades a Wikidata |
|        | Cap de Roques de Solduga | Baix Pallars                                        | muntanya     |         | 42° 17′ 09″ N, 1° 04′ 40″ E / 42.2859°N,1.07772°E 1533.8 msnm            |           |                                       | Modifica les dades a Wikidata |
|        | Cap de la Ginebrera      | la Torre de Cabdella Baix Pallars                   | muntanya     |         | 42° 23′ 27″ N, 1° 00′ 26″ E / 42.3908°N,1.0072°E 1772 msnm               |           | Cap de la Ginebrera                   | Modifica les dades a Wikidata |
|        | Cap de la Muntanyeta     | Soriguera Baix Pallars Sort                         | muntanya     |         | 42° 24′ 38″ N, 1° 02′ 41″ E / 42.4106°N,1.04464°E 2223 msnm              |           |                                       | Modifica les dades a Wikidata |
|        | Cap del Bosc             | Soriguera Baix Pallars                              | muntanya     |         | 42° 21′ 48″ N, 1° 01′ 59″ E / 42.363425°N,1.033175°E 1508.8 msnm         |           |                                       | Modifica les dades a Wikidata |
|        | Lo Cinglí                | Baix Pallars                                        | muntanya     |         | 42° 18′ 20″ N, 1° 06′ 35″ E / 42.3056°N,1.1098°E 1282.9 msnm             |           |                                       | Modifica les dades a Wikidata |
|        | Lo Tossal                | la Pobla de Segur Baix Pallars                      | muntanya     |         | 42° 17′ 17″ N, 1° 01′ 37″ E / 42.28799722°N,1.027075°E 1058.2 msnm       |           |                                       | Modifica les dades a Wikidata |
|        | Lo Tossalet              | la Pobla de Segur Baix Pallars                      | muntanya     |         | 42° 17′ 54″ N, 0° 58′ 28″ E / 42.29821111°N,0.97442778°E 1411 msnm       |           | Lo Tossalet (la Pobla de Segur)       | Modifica les dades a Wikidata |
|        | Pui Blanc                | Baix Pallars                                        | muntanya     |         | 42° 19′ 49″ N, 1° 00′ 58″ E / 42.3303°N,1.01621°E 1028.4 msnm            |           |                                       | Modifica les dades a Wikidata |
|        | Roc de Sant Aventí       | la Pobla de Segur Baix Pallars                      | muntanya     |         | 42° 18′ 26″ N, 0° 58′ 27″ E / 42.3072328376°N,0.974246319524°E 1480 msnm |           | Roc de Sant Aventí                    | Modifica les dades a Wikidata |
|        | Roc de la Torre          | Baix Pallars                                        | muntanya     |         | 42° 19′ 38″ N, 1° 06′ 13″ E / 42.32708611°N,1.103625°E 1100.4 msnm       |           |                                       | Modifica les dades a Wikidata |
|        | Roca de Rovellosa        | la Torre de Cabdella Baix Pallars                   | muntanya     |         | 42° 24′ 44″ N, 1° 01′ 30″ E / 42.41210833°N,1.02500556°E 2013.5 msnm     |           |                                       | Modifica les dades a Wikidata |
|        | Roca de l'Àliga          | Baix Pallars                                        | muntanya     |         | 42° 20′ 55″ N, 1° 02′ 16″ E / 42.3487°N,1.03772°E 1350 msnm              |           |                                       | Modifica les dades a Wikidata |
|        | Roca de les Creus        | Soriguera Baix Pallars                              | muntanya     |         | 42° 22′ 30″ N, 1° 01′ 50″ E / 42.37495278°N,1.03043889°E 1657.3 msnm     |           |                                       | Modifica les dades a Wikidata |
|        | Roca del Bressol         | Baix Pallars                                        | muntanya     |         | 42° 17′ 58″ N, 1° 04′ 08″ E / 42.29952222°N,1.06899083°E 918.7 msnm      |           |                                       | Modifica les dades a Wikidata |
|        | Roca del Racó de l'Ós    | Baix Pallars                                        | muntanya     |         | 42° 17′ 36″ N, 1° 03′ 20″ E / 42.293375°N,1.05567778°E 1344.1 msnm       |           |                                       | Modifica les dades a Wikidata |
|        | Serrat del Codó          | Baix Pallars                                        | muntanya     |         | 42° 19′ 04″ N, 0° 59′ 15″ E / 42.3179°N,0.987514°E 1297.3 msnm           |           |                                       | Modifica les dades a Wikidata |
|        | Tossal de Sant Quiri     | la Torre de Cabdella Baix Pallars                   | muntanya     |         | 42° 23′ 37″ N, 1° 00′ 52″ E / 42.3936°N,1.01457°E 1834 msnm              |           | Tossal de Sant Quiri (Pobellà i Ancs) | Modifica les dades a Wikidata |
|        | Tossal de l'Àliga        | Baix Pallars                                        | muntanya     |         | 42° 17′ 56″ N, 1° 01′ 08″ E / 42.2989°N,1.01886°E 1315.4 msnm            |           |                                       | Modifica les dades a Wikidata |
|        | Tossal del Pou           | Baix Pallars                                        | muntanya     |         | 42° 17′ 27″ N, 1° 04′ 29″ E / 42.29085278°N,1.07475833°E 1505.4 msnm     |           |                                       | Modifica les dades a Wikidata |
|        | Tossal del Puial         | Soriguera Baix Pallars                              | muntanya     |         | 42° 20′ 30″ N, 1° 07′ 59″ E / 42.341786°N,1.13303°E 1913 msnm            |           |                                       | Modifica les dades a Wikidata |
|        | el Tossal                | Baix Pallars                                        | muntanya     |         | 42° 19′ 03″ N, 1° 01′ 15″ E / 42.3175°N,1.02092°E 938.6 msnm             |           |                                       | Modifica les dades a Wikidata |
|        | la Corona Alta           | Baix Pallars                                        | muntanya     |         | 42° 18′ 57″ N, 1° 09′ 16″ E / 42.31595556°N,1.15445833°E 1863.8 msnm     |           |                                       | Modifica les dades a Wikidata |
|        | la Geganta Adormida      | Baix Pallars                                        | muntanya     |         | 42° 17′ 56″ N, 1° 01′ 08″ E / 42.298927°N,1.018841°E 1315 msnm           |           |                                       | Modifica les dades a Wikidata |
|        | roc dels Quatre Alcaldes | Baix Pallars Conca de Dalt Cabó les Valls d'Aguilar | muntanya     |         | 42° 15′ 29″ N, 1° 09′ 04″ E / 42.258°N,1.1511°E 1893.2 msnm              |           |                                       | Modifica les dades a Wikidata |

## pont
| imatge | Nom                | Ubicat a        | instància de | Detalls                                                | coordenades                                                          | Protecció                                  | Commons (més fotos) | Dades a WD                    |
| ------ | ------------------ | --------------- | ------------ | ------------------------------------------------------ | -------------------------------------------------------------------- | ------------------------------------------ | ------------------- | ----------------------------- |
|        | Pont d'Arboló      | Baix Pallars    | pont         | Travessa: Noguera Pallaresa                            | 42° 20′ 13″ N, 1° 04′ 05″ E / 42.3368793772386°N,1.06814318185923°E  |                                            |                     | Modifica les dades a Wikidata |
|        | Pont de Baén       | Baix Pallars    | pont         |                                                        | 42° 18′ 45″ N, 1° 03′ 45″ E / 42.3124061569921°N,1.06252192078471°E  |                                            |                     | Modifica les dades a Wikidata |
|        | Pont de Gerri      | Gerri de la Sal | pont         | Estil: arquitectura gòtica Travessa: Noguera Pallaresa | 42° 19′ 25″ N, 1° 03′ 58″ E / 42.323645°N,1.065994°E 596 msnm        | bé integrant del patrimoni cultural català | Pont de Gerri       | Modifica les dades a Wikidata |
|        | Pont de Ruixou     | Baix Pallars    | pont         |                                                        | 42° 20′ 17″ N, 0° 59′ 41″ E / 42.3381017254815°N,0.994594879837989°E |                                            |                     | Modifica les dades a Wikidata |
|        | Pont de Sellui     | Baix Pallars    | pont         |                                                        | 42° 21′ 09″ N, 1° 01′ 12″ E / 42.3526303892707°N,1.02012741277848°E  |                                            |                     | Modifica les dades a Wikidata |
|        | Pont de l'Arguiler | Baix Pallars    | pont         |                                                        | 42° 22′ 24″ N, 1° 00′ 51″ E / 42.373214693882°N,1.01425829724257°E   |                                            |                     | Modifica les dades a Wikidata |
|        | Pont del Campàs    | Baix Pallars    | pont         |                                                        | 42° 21′ 36″ N, 1° 00′ 52″ E / 42.3599614998174°N,1.01443296250117°E  |                                            |                     | Modifica les dades a Wikidata |
|        | Pont del Comte     | Baix Pallars    | pont         | Travessa: riu d'Ancs                                   | 42° 19′ 56″ N, 1° 04′ 00″ E / 42.3322256550646°N,1.06667138138634°E  |                                            |                     | Modifica les dades a Wikidata |
|        | els Pontets        | Baix Pallars    | pont         |                                                        | 42° 20′ 14″ N, 1° 03′ 58″ E / 42.3373576548329°N,1.06606500920402°E  |                                            |                     | Modifica les dades a Wikidata |
|        | lo Palancó         | Baix Pallars    | pont         |                                                        | 42° 17′ 23″ N, 1° 00′ 51″ E / 42.2897861528219°N,1.01423770389035°E  |                                            |                     | Modifica les dades a Wikidata |

## refugi de muntanya
| imatge | Nom               | Ubicat a     | instància de       | Detalls | coordenades                                                                                            | Protecció | Commons (més fotos) | Dades a WD                    |
| ------ | ----------------- | ------------ | ------------------ | ------- | --- | --------- | ------------------- | ----------------------------- |
|        | refugi d'Esplà    | Baix Pallars | refugi de muntanya |         | 42° 17′ 07″ N, 1° 04′ 46″ E / 42.285324°N,1.079368°E Cap de Roques de Solduga 1528 msnm                |           | Refugi d'Esplà      | Modifica les dades a Wikidata |
|        | refugi de Cuberes | Baix Pallars | refugi de muntanya |         | 42° 16′ 27″ N, 1° 08′ 12″ E / 42.27416667°N,1.13674167°E ca:Prop de l'antic poble de Cuberes 1478 msnm |           | Refugi de Cuberes   | Modifica les dades a Wikidata |

## serra
| imatge | Nom                                  | Ubicat a                          | instància de | Detalls      | coordenades                                                          | Protecció | Commons (més fotos)     | Dades a WD                    |
| ------ | ------------------------------------ | --------------------------------- | ------------ | ------------ | -------------------------------------------------------------------- | --------- | ----------------------- | ----------------------------- |
|        | La Serra (Peramea)                   | Baix Pallars                      | serra        | Llarg: 0.5km | 42° 20′ 11″ N, 1° 02′ 00″ E / 42.3363°N,1.03324°E 1013.9 msnm        |           |                         | Modifica les dades a Wikidata |
|        | La Serreta                           | Baix Pallars                      | serra        |              | 42° 21′ 37″ N, 1° 00′ 14″ E / 42.3602°N,1.00386°E 1450 msnm          |           |                         | Modifica les dades a Wikidata |
|        | Serra Espina (Mont-ros)              | la Torre de Cabdella Baix Pallars | serra        | Llarg: 1.5km | 42° 22′ 14″ N, 0° 59′ 51″ E / 42.370527°N,0.997489°E                 |           | Serra Espina (Mont-ros) | Modifica les dades a Wikidata |
|        | Serra de Bovet                       | Baix Pallars                      | serra        |              | 42° 20′ 27″ N, 1° 06′ 19″ E / 42.340747°N,1.105261°E                 |           |                         | Modifica les dades a Wikidata |
|        | Serra de Cuberes                     | Conca de Dalt Baix Pallars        | serra        | Llarg: 2.5km | 42° 15′ 45″ N, 1° 07′ 43″ E / 42.2624°N,1.12859°E                    |           |                         | Modifica les dades a Wikidata |
|        | Serra de Culroi                      | Baix Pallars                      | serra        |              | 42° 21′ 52″ N, 1° 01′ 51″ E / 42.3645°N,1.03072°E 1526.7 msnm        |           |                         | Modifica les dades a Wikidata |
|        | Serra de Mollet                      | Baix Pallars                      | serra        |              | 42° 19′ 26″ N, 1° 09′ 58″ E / 42.324°N,1.16609°E 1969.3 msnm         |           |                         | Modifica les dades a Wikidata |
|        | Serra de Peracalç                    | Baix Pallars                      | serra        | Llarg: 1km   | 42° 18′ 31″ N, 1° 00′ 24″ E / 42.3086°N,1.00657°E                    |           |                         | Modifica les dades a Wikidata |
|        | Serra de Ruixou                      | Baix Pallars                      | serra        |              | 42° 21′ 00″ N, 1° 00′ 00″ E / 42.35°N,0.999919°E 1569.3 msnm         |           |                         | Modifica les dades a Wikidata |
|        | Serra de la Bona Mossa               | Baix Pallars Soriguera            | serra        |              | 42° 21′ 12″ N, 1° 03′ 45″ E / 42.3533°N,1.06242°E 1180.6 msnm        |           |                         | Modifica les dades a Wikidata |
|        | Serra de la Collada                  | Baix Pallars                      | serra        | Llarg: 0.5km | 42° 18′ 40″ N, 1° 02′ 45″ E / 42.311152°N,1.045767°E 940.3 msnm      |           |                         | Modifica les dades a Wikidata |
|        | Serra de la Guarda                   | Baix Pallars                      | serra        |              | 42° 20′ 24″ N, 1° 00′ 58″ E / 42.3401°N,1.01601°E 1206.4 msnm        |           |                         | Modifica les dades a Wikidata |
|        | Serra del Pouet                      | Baix Pallars                      | serra        |              | 42° 16′ 57″ N, 1° 07′ 31″ E / 42.2826°N,1.12533°E 1512.4 msnm        |           |                         | Modifica les dades a Wikidata |
|        | Serramola                            | Baix Pallars                      | serra        |              | 42° 24′ 19″ N, 1° 02′ 36″ E / 42.40534167°N,1.04324444°E 2222.7 msnm |           |                         | Modifica les dades a Wikidata |
|        | Serrat de Baer                       | Baix Pallars                      | serra        | Llarg: 1km   | 42° 18′ 46″ N, 1° 00′ 04″ E / 42.3127°N,1.00098°E 1171 msnm          |           |                         | Modifica les dades a Wikidata |
|        | Serrat de Corrotes                   | Baix Pallars                      | serra        |              | 42° 19′ 02″ N, 1° 04′ 51″ E / 42.3173°N,1.08081°E 971.6 msnm         |           |                         | Modifica les dades a Wikidata |
|        | Serrat de Puialafont                 | Baix Pallars                      | serra        |              | 42° 24′ 29″ N, 1° 02′ 00″ E / 42.40814444°N,1.03339972°E 2127 msnm   |           |                         | Modifica les dades a Wikidata |
|        | Serrat de les Forques (Baix Pallars) | Baix Pallars                      | serra        |              | 42° 19′ 37″ N, 1° 03′ 28″ E / 42.326975°N,1.057675°E 934.3 msnm      |           |                         | Modifica les dades a Wikidata |

## torre
| imatge | Nom             | Ubicat a     | instància de | Detalls                     | coordenades                                                                | Protecció                                  | Commons (més fotos) | Dades a WD                    |
| ------ | --------------- | ------------ | ------------ | --------------------------- | -------------------------------------------------------------------------- | ------------------------------------------ | ------------------- | ----------------------------- |
|        | Torre           | Peramea      | torre        | Estil: arquitectura popular | 42° 19′ 44″ N, 1° 02′ 52″ E / 42.328886°N,1.047877°E                       | bé integrant del patrimoni cultural català |                     | Modifica les dades a Wikidata |
|        | Torre de Vilesa | Baix Pallars | torre        |                             | 42° 19′ 05″ N, 1° 05′ 35″ E / 42.318055555556°N,1.0930555555556°E 990 msnm |                                            |                     | Modifica les dades a Wikidata |

## torre de defensa
| imatge | Nom                        | Ubicat a     | instància de     | Detalls | coordenades                                                                                           | Protecció                                            | Commons (més fotos) | Dades a WD                    |
| ------ | -------------------------- | ------------ | ---------------- | ------- | --- | ---------------------------------------------------- | ------------------- | ----------------------------- |
|        | Torre d'Estàsia            | Baix Pallars | torre de defensa |         | 42° 19′ 13″ N, 1° 03′ 47″ E / 42.3202121011435°N,1.06293766837267°E                                   |                                                      |                     | Modifica les dades a Wikidata |
|        | Torre de la Presó de Gerri | Baix Pallars | torre de defensa |         | 42° 19′ 27″ N, 1° 03′ 52″ E / 42.324237°N,1.064442°E ca:Al nord del nucli de Gerri de la Sal 630 msnm | bé d'interès cultural bé cultural d'interès nacional |                     | Modifica les dades a Wikidata |

## túnel
| imatge | Nom              | Ubicat a     | instància de | Detalls | coordenades                                                         | Protecció | Commons (més fotos) | Dades a WD                    |
| ------ | ---------------- | ------------ | ------------ | ------- | ------------------------------------------------------------------- | --------- | ------------------- | ----------------------------- |
|        | Túnel d'Arboló   | Baix Pallars | túnel        |         | 42° 20′ 22″ N, 1° 04′ 05″ E / 42.339570882379°N,1.06807290381883°E  |           |                     | Modifica les dades a Wikidata |
|        | Túnel de Costoia | Baix Pallars | túnel        |         | 42° 20′ 48″ N, 1° 04′ 05″ E / 42.3466475069243°N,1.06796541879153°E |           |                     | Modifica les dades a Wikidata |

## vèrtex geodèsic
| imatge | Nom              | Ubicat a     | instància de    | Detalls   | coordenades                                                        | Protecció | Commons (més fotos) | Dades a WD                    |
| ------ | ---------------- | ------------ | --------------- | --------- | ------------------------------------------------------------------ | --------- | ------------------- | ----------------------------- |
|        | Esplá            | Baix Pallars | vèrtex geodèsic | Alt: 1.2m | 42° 17′ 09″ N, 1° 04′ 38″ E / 42.285887°N,1.077276°E 1532.886 msnm |           |                     | Modifica les dades a Wikidata |
|        | Muntanya de Baen | Baix Pallars | vèrtex geodèsic | Alt: 1.2m | 42° 20′ 30″ N, 1° 07′ 59″ E / 42.341747°N,1.133003°E 1913.835 msnm |           |                     | Modifica les dades a Wikidata |

## Misc
| imatge | Nom                                                 | Ubicat a                                                         | instància de                                                                              | Detalls                                                                   | coordenades | Protecció                                            | Commons (més fotos)            | Dades a WD                    |
| ------ | --------------------------------------------------- | ---------------------------------------------------------------- | ----------------------------------------------------------------------------------------- | ------------------------------------------------------------------------- | --- | ---------------------------------------------------- | ------------------------------ | ----------------------------- |
|        | Bosc de Sant Miquel                                 | Baix Pallars                                                     | bosc                                                                                      |                                                                           | 42° 19′ 26″ N, 1° 00′ 08″ E / 42.3238°N,1.00222°E Montcortès                                                                      |                                                      |                                | Modifica les dades a Wikidata |
|        | Carrer Major porxat de Peramea                      | Baix Pallars                                                     | carrer                                                                                    | Estil: arquitectura popular                                               | 42° 19′ 45″ N, 1° 02′ 53″ E / 42.32919°N,1.04809°E                                                                                | bé integrant del patrimoni cultural català           | Carrer Major porxat de Peramea | Modifica les dades a Wikidata |
|        | Congost d'Arboló                                    | Baix Pallars Soriguera                                           | congost                                                                                   |                                                                           | 42° 20′ 48″ N, 1° 04′ 13″ E / 42.3467°N,1.07031°E                                                                                 |                                                      |                                | Modifica les dades a Wikidata |
|        | Costoja                                             | Baix Pallars Soriguera                                           | espai d'interès natural                                                                   |                                                                           | 42° 21′ 11″ N, 1° 02′ 46″ E / 42.353°N,1.046°E                                                                                    |                                                      |                                | Modifica les dades a Wikidata |
|        | Estany de Montcortès                                | Baix Pallars                                                     | llac zona humida àrea protegida Natura 2000 àrea protegida Pla d'Espais d'Interès Natural | 1992 Llarg: 475m Ample: 322m Superfície: 12.4 45.10359ha Profunditat: 30m | 42° 19′ 51″ N, 0° 59′ 42″ E / 42.33088784630078°N,0.9949709173750636°E 42° 19′ 55″ N, 0° 59′ 41″ E / 42.3319°N,0.9947°E 1065 msnm |                                                      | Estany de Montcortès           | Modifica les dades a Wikidata |
|        | Forn de calç Obaga de Peramea                       | Baix Pallars                                                     | forn de calç                                                                              |                                                                           | | bé integrant del patrimoni cultural català           |                                | Modifica les dades a Wikidata |
|        | Gerri de la Sal y la Iglesia de Santa María         | Baix Pallars                                                     | indret històric                                                                           |                                                                           | 42° 19′ 25″ N, 1° 03′ 55″ E / 42.323685°N,1.065205°E                                                                              | bé d'interès cultural                                |                                | Modifica les dades a Wikidata |
|        | L'Abadia de Montcortès                              | Baix Pallars                                                     | casa forta                                                                                | Estil: arquitectura popular                                               | 42° 19′ 45″ N, 1° 00′ 18″ E / 42.329088°N,1.004925°E                                                                              | bé integrant del patrimoni cultural català           |                                | Modifica les dades a Wikidata |
|        | Portal casa                                         | Peramea                                                          | portal                                                                                    | Estil: arquitectura popular                                               | 42° 19′ 47″ N, 1° 02′ 54″ E / 42.32964°N,1.048267°E                                                                               | bé integrant del patrimoni cultural català           |                                | Modifica les dades a Wikidata |
|        | Portal de Llevant de Peramea                        | Baix Pallars                                                     | porta de ciutat                                                                           | Estil: arquitectura popular                                               | 42° 19′ 47″ N, 1° 02′ 55″ E / 42.32968°N,1.048496°E                                                                               | bé integrant del patrimoni cultural català           |                                | Modifica les dades a Wikidata |
|        | Solduga                                             | Baix Pallars                                                     | nucli de població                                                                         |                                                                           | 42° 17′ 02″ N, 1° 04′ 06″ E / 42.28388611°N,1.06824028°E 1245 msnm                                                                |                                                      |                                | Modifica les dades a Wikidata |
|        | Solduga i Espluga                                   | Baix Pallars                                                     | antic municipi d'Espanya                                                                  |                                                                           | 42° 17′ 00″ N, 1° 03′ 55″ E / 42.28340833°N,1.06519722°E                                                                          |                                                      |                                | Modifica les dades a Wikidata |
|        | Torre de guaita de Gerri de la Sal                  | Baix Pallars                                                     | torre de sentinella                                                                       | Estil: arquitectura popular 12nd century                                  | 42° 19′ 33″ N, 1° 03′ 58″ E / 42.325822°N,1.066173°E ca:Al nord de Gerri de la Sal 625 msnm                                       | bé d'interès cultural bé cultural d'interès nacional |                                | Modifica les dades a Wikidata |
|        | Vila de Gerri                                       | Baix Pallars                                                     | centre històric                                                                           | Estil: arquitectura romànica arquitectura popular                         | 42° 19′ 26″ N, 1° 03′ 53″ E / 42.323844°N,1.06469°E 613 msnm                                                                      | bé d'interès cultural bé cultural d'interès nacional | Vila closa de Gerri            | Modifica les dades a Wikidata |
|        | camí de Taús                                        | Conca de Dalt Baix Pallars                                       | camí                                                                                      |                                                                           | 42° 15′ 35″ N, 1° 08′ 32″ E / 42.259831°N,1.142285°E 42° 16′ 27″ N, 1° 08′ 49″ E / 42.274155°N,1.147051°E                         |                                                      |                                | Modifica les dades a Wikidata |
|        | casa consistorial de Baix Pallars                   | Baix Pallars                                                     | casa consistorial                                                                         |                                                                           | 42° 19′ 20″ N, 1° 03′ 48″ E / 42.3221969°N,1.0632694°E                                                                            |                                                      |                                | Modifica les dades a Wikidata |
|        | creu de Pujol                                       | Baix Pallars                                                     | creu de terme                                                                             |                                                                           | 42° 19′ 04″ N, 1° 02′ 30″ E / 42.3177519695515°N,1.04164408852313°E                                                               |                                                      |                                | Modifica les dades a Wikidata |
|        | l'Espluga de Cuberes                                | Baix Pallars                                                     | despoblat nucli de població                                                               |                                                                           | 42° 17′ 19″ N, 1° 03′ 13″ E / 42.28873611°N,1.05373889°E 960 msnm                                                                 |                                                      | L'Espluga de Cuberes           | Modifica les dades a Wikidata |
|        | mina Solita                                         | Peramea                                                          | mina                                                                                      |                                                                           | 42° 19′ 57″ N, 1° 02′ 56″ E / 42.332438888889°N,1.0488027777778°E                                                                 |                                                      | Solita Mine                    | Modifica les dades a Wikidata |
|        | oma de Peramea                                      | Baix Pallars                                                     | arbre singular                                                                            | Taxon: oma (Ulmus glabra) Ample: 14m Alt: 13.5m Perímetre: 2.82m          | 42° 19′ 43″ N, 1° 02′ 52″ E / 42.32874°N,1.04788°E ca:Plaça de Peramea 901 msnm                                                   | arbre monumental                                     | Oma de Peramea                 | Modifica les dades a Wikidata |
|        | plaça de Sant Feliu i carrer Major de les Morisques | Baix Pallars                                                     | plaça                                                                                     | Estil: arquitectura popular                                               | 42° 19′ 25″ N, 1° 03′ 55″ E / 42.323706°N,1.065343°E                                                                              | bé integrant del patrimoni cultural català           |                                | Modifica les dades a Wikidata |
|        | serra de Boumort                                    | Abella de la Conca Conca de Dalt Baix Pallars Cabó Coll de Nargó | serralada àrea protegida Pla d'Espais d'Interès Natural                                   | 1992 Superfície: 10849.09533ha                                            | 42° 14′ 02″ N, 1° 07′ 31″ E / 42.234°N,1.12541°E                                                                                  |                                                      | Parc Serra de Boumort          | Modifica les dades a Wikidata |